# Dvořák (krater)
Dvořák är en nedslagskrater på planeten Merkurius. Dvořák är ungefär 75 kilometer i diameter.
1976 namngavs den efter kompositören Antonín Dvořák.